# 佐賀県フィルムコミッション
佐賀県フィルムコミッション(SAGA Pref Film Comission)は、佐賀県の映像に関する非営利団体。

## 概要
県内の豊かな自然や歴史的建造物等の恵まれた素材を映画、テレビドラマ、CM、プロモーションビデオなどのロケーションとして提供。その映像撮影のため道路使用など諸許認可申請の手続きを支援し、円滑にロケが行えるよう協力している。
非営利組織のため、手数料等は一切発生しない。

## 支援事業
- 『地域でムービー』- 県内にはシネマコンプレックスが3館しかなく、どこでも好きなように映画を鑑賞できる環境ではない。そこで身近な地域で映画鑑賞ができるよう、市民会館や文化ホールなどを常設映画館として活用したり、あまり上映機会のない映画の掘り起こしや紹介など、地域密着の映像文化の普及活動も行っている。
- 撮影スタッフの補助員 - 佐賀県フィルムコミッションが支援する撮影の荷物運搬や撮影現場の補助等、撮影隊の補助スタッフを県民からの希望者を事前登録する事業。
- エキストラの募集 - 佐賀県フィルムコミッションが支援する撮影のエキストラを県民から希望者を事前登録する事業。[2]
- ロケ地情報の収集 - 県民からのロケ地候補を受付・事前調査後、ホームページで公開。詳細情報の収集後データベース化する事業。

## 主な協力作品
2008年
- 出光興産テレビCM
- 佐賀のがばいばあちゃん
- まぼろしの邪馬台国
- 水戸黄門 (パナソニック ドラマシアター)
- 世界で一番美しい夜
- 天使のいた屋上

2009年
- エチカの鏡
- 鶴瓶の家族に乾杯
- ガチャピンClub
- 遠くへ行きたい
- 知っとこ!
- ザ!鉄腕!DASH!!
- 天才てれびくんMAX
- ソフトボーイ
- 惡人

2018年
- ゾンビランドサガ

## 所在地
- 佐賀市城内1丁目1-59（佐賀県庁新行政棟1階）